# Клюквенний (Щолковський міський округ)
Клю́квенний (рос. Клюквенный) — селище у складі Щолковського міського округу Московської області, Росія.

## Населення
Населення — 555 осіб (2010; 0 у 2002).